# Grand Galop Chromatique (Liszt)
La Grand Galop Chromatique (S. 219, de 1838) es una composición para piano solista de Franz Liszt. Es una de las piezas con las que seguramente Liszt obtenía gran éxito en sus giras europeas, dada la increíble exigencia de virtuosismo en esta pieza.[cita requerida] Franz Liszt no fue el único compositor de rápidos galops. Johann Strauss, padre, Josef Lanner e incluso Franz Schubert los compusieron. Un galop era una danza popular muy rápida en la que los compañeros se unían en una línea de baile circular en la que daban pequeños saltos a imitación de un caballo al galope. Fue especialmente popular en Viena durante la primera mitad del siglo XIX. 
Grand galop chromatique, dedicada a Rudolph de Apponyi, fue publicado en 1838 en una versión para piano solista pero también como un dueto de pianos, esta última en el S. 616. También existe una versión simplificada para piano solo. La idea de Liszt de utilizar los matices cromáticos para aumentar el efecto del virtuosismo es muy inteligente y nos da una muestra de que la inspiración de Liszt en esa época estaba totalmente dirigida por su instinto y por su experiencia. El impresionante Grand galop chromatique era el caballo de batalla de Liszt, ya que su efecto en el público era enorme, hipnotizante. 
De entre los pianistas del siglo XX, György Cziffra consiguió un gran éxito de público con esta pieza. En sus grabaciones de Grand galop chromatique destaca un virtuosismo probablemente similar al del propio Liszt en su época. 